# Verlag Neues Leben

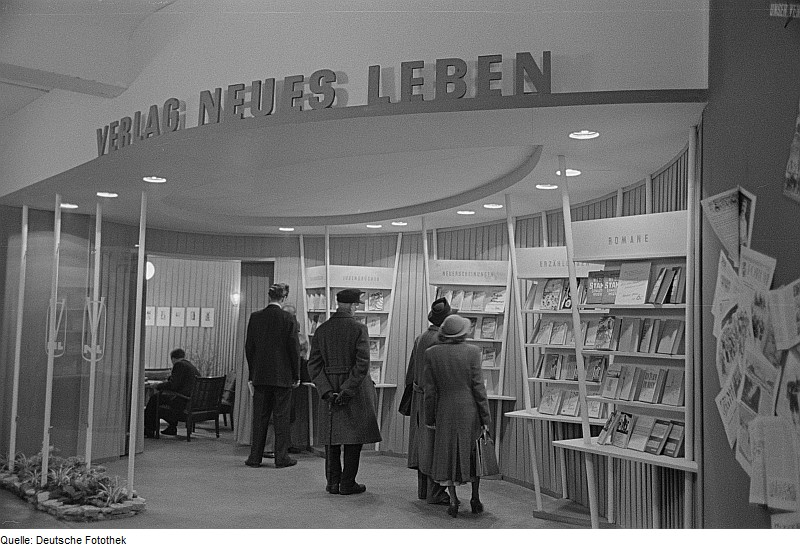
Messebesucher am Stand des Verlages Neues Leben, 1951

Der Verlag Neues Leben war in der Zeit der Sowjetischen Besatzungszone und der DDR ein bedeutender Jugendverlag mit Sitz in Ost-Berlin. Hauptsächlich wurden im Verlag Neues Leben belletristische Bücher sowie Jugendzeitschriften und -zeitungen verlegt. Der Verlag wurde 1946 in einem mehrstufigen Verfahren, in dem verschiedene Gremien zustimmen mussten,  gegründet. Seit 2004 gehört der Verlag Neues Leben zur Eulenspiegel Verlagsgruppe.

## Geschichte

### Gründung

#### Gesellschaftliche Rahmenbedingungen
Die Teilung Deutschlands in vier Besatzungszonen nach dem Ende des Zweiten Weltkriegs hatte auch Auswirkungen auf die deutsche Verlagslandschaft. Da in der Zeit des Nationalsozialismus alle Verlage nationalsozialistisch kontrolliert wurden, musste auch im Verlagswesen eine Entnazifizierung und Reinigung erfolgen. Deshalb wurden in allen Besatzungszonen Verlage lizenziert, d. h., sie erhielten von der zuständigen Militärverwaltung eine Verlagslizenz. Außerdem war Deutschland nach dem Krieg weitestgehend zerstört. Es herrschte Mangelwirtschaft, und es gab kaum die Möglichkeit zur Herstellung von Verlagserzeugnissen. Der Informations- und Unterhaltungsbedarf in der Bevölkerung war jedoch gerade mit Blick auf die gesellschaftlichen Veränderungen erheblich.
Deshalb reifte bereits früh in der neu gegründeten FDJ der Anspruch, einen Verlag zu gründen. Damit sollte vor allem die Jugend mit erschwinglicher Informations- und Unterhaltungsliteratur versorgt werden. Daneben erhoffte man sich, mit einem Verlag Gewinne zu erwirtschaften, die dem weiteren Aufbau der Jugendorganisation FDJ zugutekommen sollten.

#### Verlagslizenz, Unternehmensform und Gesellschafter
Nachdem am 17. Juni 1946 seitens der SMAD die Verlagslizenz erteilt wurde, erhielt der Verlag am 4. September 1946 die Gewerbeerlaubnis von der Stadt Berlin. Am 9. Dezember 1946 wurde der Gesellschaftervertrag unterzeichnet. Der Eintrag ins Handelsregister Berlin erfolgte am 18. Dezember 1946.
Als erste Unternehmensform für den Verlag wählte man die GmbH. Das Stammkapital betrug 20.000 Mark. Zunächst gab es vier Gesellschafter: Edith Baumann, Erich Honecker, Paul Verner und Friedrich Wolf. Diese vier Gesellschafter waren mehr oder weniger politisch in der KPD (später SED) bzw. FDJ aktiv und hatten dort auch Führungspositionen inne. Somit war die Richtlinie für die weitere Verlagsentwicklung von Anfang an vorgegeben.

### Die Entwicklung des Verlages von 1947 bis 2004
Anfang 1947 erschien die Zeitung Junge Welt als erstes Druckerzeugnis. Das erste belletristische Werk des Verlages war im gleichen Jahr Wie der Stahl gehärtet wurde von Nikolai Ostrowski. Nach der Abgabe der Jungen Welt an den gleichnamigen Verlag 1950 konzentrierte sich der Verlag Neues Leben auf das Verlegen von Büchern. Lediglich von 1955 bis Ende 1959 erschien die Zeitschrift Mosaik im Verlag Neues Leben.
Bis zum Ende der DDR wuchs der Verlag zu einem der größten in der DDR an. Zu den Direktoren zählten Bruno Peterson (1954–1963) und der frühere DDR-Kulturminister Hans Bentzien (von 1966 bis 1975) und Rudolf Chowanetz, der den Verlag von 1975 bis zu seinem Tod im Jahr 2000 leitete. Ihm folgte Andreas Henselmann.
Der langsame Niedergang des Verlags seit der Wende fand 2004 mit der Übernahme unter das Dach der Eulenspiegel Verlagsgruppe vorerst ein Ende.

## Verlegte Druckerzeugnisse

### Bücher, Lyrik- und Romanhefte
Der Verlag veröffentlichte eine große Anzahl von Büchern und Romanheften, darunter die Buch- und Heftreihen:
- Abenteuer aus weiter Welt (Heftreihe, 1955–1956)
- BASAR (Buchreihe, ab 1973)
- buchclub 65 (eine Buchgemeinschaft, ab 1965)
- Buchgemeinschaft der Freien Deutschen Jugend (Buchreihe, 1960–1964, ab 1965 in der Reihe buchclub 65 fortgesetzt)
- Buchclub der Schüler (Buchreihe, 1965–1974)
- Interessengemeinschaftsbriefe der Freien Deutschen Jugend (1962–1963)
- Klassikerbibliothek für die deutsche Jugend (Buchreihe, 1953–1966)
- Die kleine Bücherei (Buchreihe, auch als Die kleine Jugendbücherei, 1947–1949)
- Kompass (Buchreihe, ab 1959)
- Mosaik (Comicheftreihe, 1955–1959, danach im Verlag Junge Welt fortgesetzt)
- Das neue Abenteuer (Romanheftreihe, 1949, nach neun Ausgaben eingestellt)[3]
- Das neue Abenteuer (Romanheftreihe, ab 1952, mit neuer Heftnummerierung ab Heft 1)
- Neue Edition für junge Leute (Buchreihe, interne Bezeichnung, erschien ohne Reihenkennzeichnung, aber in einheitlicher Ausstattung)[4]
- Neue Wissenschaft (Buchreihe, 1952–1954)
- nl konkret (Buchreihe, ab 1971, mit Reihentitel ab 1974)
- NL-Podium (Buchreihe, ab 1973)
- Passat-Bücherei (Buchreihe, 1958–1964, zusammen mit Urania Verlag und Verlag Volk und Gesundheit, ab 1964 dort fortgesetzt)
- Poesiealbum (Lyrikheftreihe, ab 1967)
- Ratgeber für junge Leute (Buchreihe, ab 1972)
- Spannend erzählt (Buchreihe, ab 1953)

Zu den größten Erfolgen des Verlages gehörten die ab 1982 dort verlegten Werke von Karl May; nachdem May jahrzehntelang in der DDR nicht gedruckt worden war. Schwerpunkt des Verlages war Jugendliteratur, jedoch war er nicht darauf beschränkt. So erschienen die meisten Werke von Brigitte Reimann im Verlag Neues Leben. Auch das Geschenkbuch zur Jugendweihe, Der Sozialismus, Deine Welt, erschien hier.

### Temperamente
Der Literaturalmanach Temperamente mit dem Untertitel Blätter für junge Literatur erschien von Ausgabe 1/1976 bis 4/1990 in der Regel viermal jährlich. Er bot talentierten jüngeren Lyrikern, Prosa-Autoren und Dramatikern aber auch Grafikern und Fotografen Publikationsmöglichkeiten.
Das Jugendmagazin Neues Leben erschien dagegen nicht in diesem Verlag, sondern im Verlag Junge Welt.

## Archivbestände
Ein umfangreicher Bestand an Druckgenehmigungsvorgängen des Verlages Neues Leben befindet sich im Bundesarchiv (Abteilung DDR, Ministerium für Kultur, Hauptverwaltung Verlage und Buchhandel, darin Bestand 1.4.1.17: Verlag Neues Leben Berlin). Die Akten sind online einsehbar.